# 열왕기

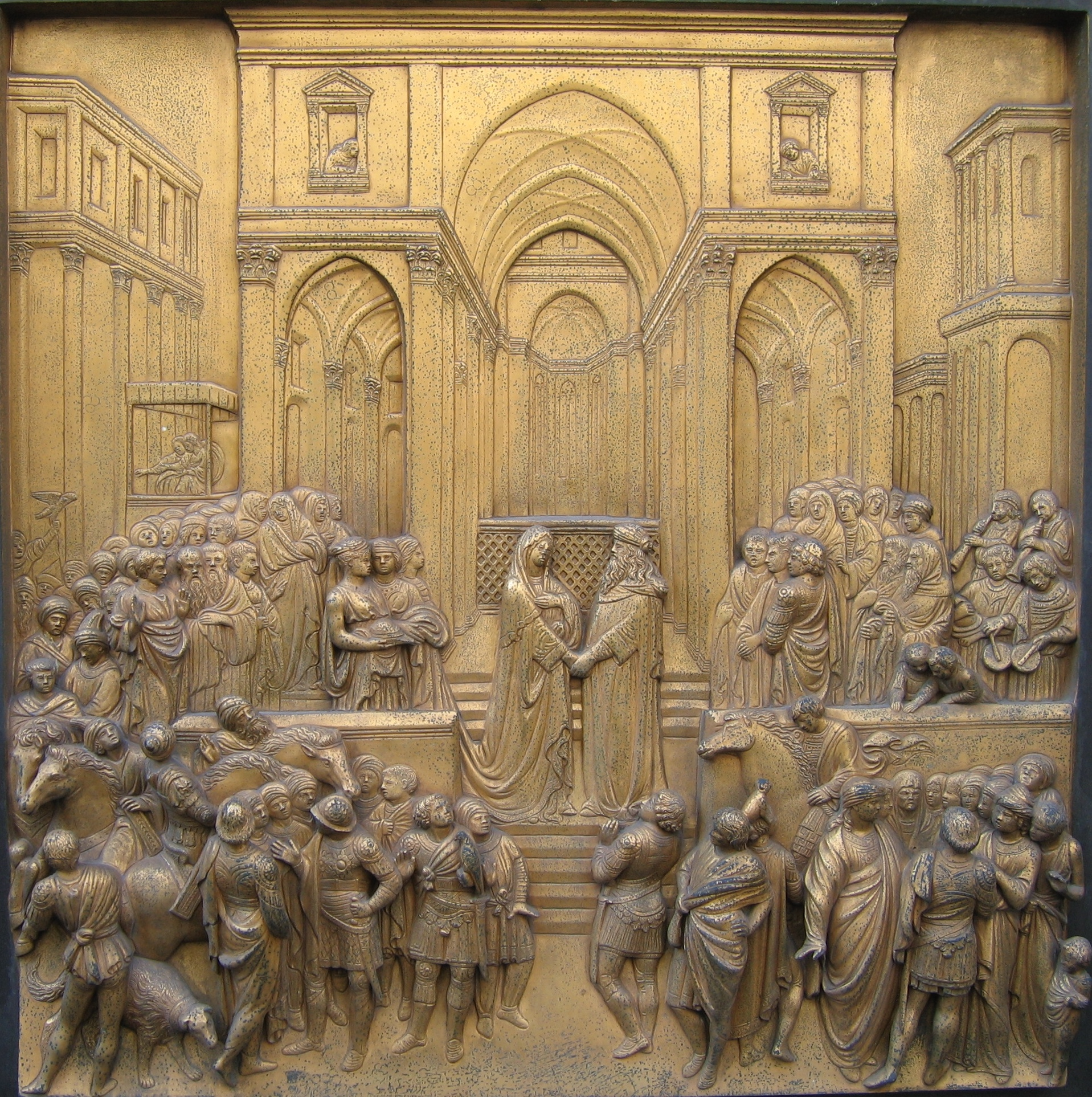
솔로몬이 시바 여왕을 맞이하다 - 피렌체 세례당의 문

열왕기(列王記, 히브리어: ספר מלכים, 그리스어: Βασιλειῶν, 영어: Books of Kings)는 히브리어 성경에 있는 책으로, 기독교의 구약성경에서는 두 권(열왕기상, 열왕기하)으로 구분한다. 이 책은 여호수아서, 사사기, 사무엘서를 포함하는 고대 이스라엘의 역사인 신명기적 역사를 마무리한다.
성경 주석가들은 열왕기가 기원전 586년경 바빌론에 의한 유다 왕국의 멸망에 대한 신학적 설명을 제공하고 바빌론 유배에서 귀환할 수 있는 토대를 마련하기 위해 전설, 민담, 기적 이야기, 그리고 "허구적 구성"을 연대기에 섞어 넣었다고 주장한다. 두 권의 열왕기는 다윗 왕의 죽음부터 여호야긴이 바빌론 포로에서 풀려날 때까지 약 400년(기원전 960년경~기원전 560년경)에 걸친 고대 이스라엘과 유다의 역사를 담고 있다. 학자들은 이 책들을 기원전 7세기 후반의 초판과 기원전 6세기 중반의 최종판으로 보는 경향이 있다.
역대기에 따르면, 열왕기는 기원전 10세기에서 기원전 9세기까지 일어난 사건을 기록하고 있다. 저자는 분명하지 않지만 전통적으로는 예레미야로 추정한다.

## 내용

### 기본 구성
예루살렘 성경은 두 권의 열왕기를 여덟 부분으로 나눈다.
- 열왕기상 1:1-2:46. 다윗 왕조의 계승
- 열왕기상 3:1-11:43. 온전한 영광을 누린 솔로몬
- 열왕기상 12:1-13:34. 정치적·종교적 분열
- 열왕기상 14:1-16:34. 엘리야까지의 두 왕국
- 열왕기상 17:1-열왕기하 1:18. 엘리야 주기
- 열왕기하 2:1-13:25. 엘리사 주기
- 열왕기하 14:1-17:41. 사마리아 함락까지의 두 왕국
- 열왕기하 18:1-25:30. 유다 왕국 말년

### 두란노 주석에 따른 구성
두란노 주석에서는 열왕기의 내용을 크게 세 파트로 구분한다.
- 이스라엘의 영화: 솔로몬 통치(왕상 1:1-11:43)
- 분열 왕국(왕상 12:1- 왕하 17:41)
  - 왕국 분열(왕상 12-22장)
  - 북이스라엘의 타락과 멸망(왕하 1-17장)
- 남유다의 멸망: 히스기야에서 바빌론 유수까지(왕하 18:1-25:30)

### 상권

#### 다윗 왕위 계승 (1:1–2:46)
다윗은 이제 나이가 들었고, 그의 시종들은 그를 돌볼 처녀를 찾았다. 그들은 그를 돌봐주는 아비삭을 찾았지만, 두 사람은 성관계를 갖지 않았다. 압살롬의 뒤를 이어 태어난 다윗의 넷째 아들 아도니야는 왕위를 차지하기로 결심했다. 다윗의 장군 요압과 제사장 아비아달의 지원을 받아 대관식 행렬을 시작했다. 그는 형제들과 왕실 신하들이 참석한 가운데 엔 로겔에서 제사를 드리며 축제를 시작했지만, 선지자 나단이나 왕의 경호대장 브나야, 경호대장, 심지어 친형 솔로몬까지도 초대하지 않았다.
나단은 솔로몬의 어머니 밧세바에게 가서 무슨 일이 일어나고 있는지 알렸다. 밧세바는 다윗에게 가서 솔로몬이 그의 후계자가 될 것이라고 다윗이 말했다는 것을 상기시켰다. 그녀가 다윗과 이야기하는 동안 나단이 들어와 다윗에게 모든 상황을 설명했다. 다윗은 솔로몬이 자기 뒤를 이어 왕이 될 것이라는 약속을 재확인하고 기혼 샘에서 그에게 기름을 붓도록 했다. 기름 부음은 제사장 사독이 집행했다. 그러자 예루살렘 주민들이 솔로몬을 왕으로 선포했다. 아도니야와 그의 동료들은 이 소식을 들었지만, 아비아달의 아들 요나단이 도착하여 소식을 전할 때까지 무슨 일이 일어나고 있는지 알지 못했다. 솔로몬이 공식적으로 왕위에 오르자 아도니야는 자신의 목숨을 두려워하여 피난처를 요구했다. 솔로몬은 그가 악한 일을 저지르지 않는 한 살려주기로 결정했다.
다윗은 아들에게 선한 왕이 되는 법과 다윗의 원수들을 벌하는 법을 가르치고 죽었다. 아도니야는 밧세바에게 가서 아비삭과 결혼해 달라고 청했다. 솔로몬은 이 요청이 아도니야의 왕위 계승권을 강화하기 위한 것이라고 의심하고 브나야에게 그를 처형하게 했다. 그리고 아도니야를 지지한 죄로 아비아달의 제사장직을 박탈했다. 이로써 사무엘상 서두에서 엘리에게 주어진 예언이 성취되었다.
요압은 이 소식을 듣고 스스로 성소를 주장하지만, 장막 밖으로 나오기를 거부하자 솔로몬은 브나야에게 자신을 죽이라고 명령한다. 그런 다음 요압 대신 브나야를, 아비아달 대신 사독을 임명한다. 솔로몬은 압살롬을 피해 도망치던 다윗을 저주했던 베냐민 지파 사람 게라의 아들 시므이에게 예루살렘으로 돌아가고 떠나지 말라고 명령한다. 어느 날 시므이의 종 두 명이 가드로 도망치자 시므이는 그들을 추격한다. 시므이가 예루살렘으로 돌아오자 솔로몬은 그를 예루살렘을 떠났다는 이유로 처형한다.

#### 모든 영광 가운데 있는 솔로몬(3:1-11:43)

##### 현자 솔로몬(3:1–4:34)
솔로몬은 이집트와 동맹을 맺고 파라오의 딸과 결혼한다. 그 후, 그는 산당을 오가며 제사를 드리는 고대의 관습을 이어간다. 기브온에 도착했을 때, 하나님께서 꿈에 나타나 그에게 말씀하시며 그가 구하는 것은 무엇이든 들어주신다. 어린 솔로몬은 "판단할 수 있는 총명한 마음"(שָׁפַט)을 구한다. 하나님께서는 기뻐하시어 그에게 "지혜로운 마음"(חכם)뿐만 아니라 부귀와 명예, 그리고 장수까지 허락하신다. 단, 솔로몬이 그의 아버지 다윗처럼 의롭게 살아야 한다는 조건이 있다. 솔로몬은 예루살렘으로 돌아와 언약궤 앞에서 신하들을 위해 잔치를 벌이다.
솔로몬의 심판이 이스라엘 백성을 놀라게 한 후, 그는 내각을 구성하고 지역 단위로 이스라엘의 통치 체제를 재정비한다. 이스라엘 나라는 번영하고 솔로몬의 식량은 더욱 풍성해진다.

##### 건축자 솔로몬 (5:1–9:25)
솔로몬은 다윗의 오랜 친구이자 티레 왕 히람 1세가 제공한 목재를 사용하여 하나님께 성전을 짓겠다는 다윗의 서원을 7년 동안 이행했다. 그는 또한 13년에 걸쳐 자신의 궁전을 짓는다. 성전이 완공되자 솔로몬은 티레 출신 납달리 지파 사람 후람을 고용하여 비품을 만들었다.
완공되자 다윗이 성전을 위해 준비했던 물건들이 성전으로 옮겨졌고, 솔로몬은 제사장들이 언약궤를 성전 안으로 옮기는 의식을 거행했다. 구름이 성전을 가득 채워 제사장들이 의식을 계속할 수 없었다. 솔로몬은 이것이 하나님의 임재라고 설명하고 봉헌 연설을 할 기회를 잡았다. 봉헌식은 제사를 드리는 것으로 마무리되었고, 14일 동안 기념했다. 하나님은 솔로몬에게 말씀하시고 그의 기도를 받아들이시며, 다윗에게 한 맹세, 곧 우상을 숭배하지 않는 한 그의 가문이 영원히 왕이 될 것이라는 맹세를 다시 확언하신다.
솔로몬은 히람에게 도움에 대한 감사의 표시로 갈릴리의 성읍 스무 개를 주었지만, 그 성읍들은 사실상 아무런 가치도 없었다. 그는 예루살렘에서의 주요 사업 외에도 여러 성읍에서 건축과 개축 공사를 시작했고, 남아 있던 가나안 사람들을 노예로 삼았다.

##### 무역상 솔로몬(9:26–10:29)
솔로몬이 해군을 건설한다.
시바의 여왕은 솔로몬의 지혜를 듣고 그를 만나러 예루살렘으로 간다. 도착한 여왕은 솔로몬을 칭찬하며, 직접 만나보기 전까지는 솔로몬에 대한 이야기를 완전히 믿지 못했다고 말한다. 여왕은 솔로몬에게 120달란트와 많은 향료와 보석을 주었고, 히람은 이에 보답하기 위해 값진 나무와 보석을 대량으로 보내게 된다. 솔로몬은 여왕에게 선물을 주고, 여왕은 본국으로 돌아간다. 솔로몬은 이때 금 666달란트를 가지고 있었고, 방패와 잔을 만들기로 결심한다. 그는 또한 히람과 무역 관계를 유지하며, 히람에게서 많은 이국적 상품을 수입한다. 결과적으로 이스라엘은 금 상품의 순수출국이 된다.

##### 솔로몬의 쇠퇴 (11:1–43)
솔로몬은 700명의 아내와 300명의 첩을 두었는데, 그중 다수는 이방 출신이었고, 하나님께서 이스라엘 백성에게 통혼하지 말라고 명하신 나라들도 포함되어 있었다. 솔로몬은 이방 종교의 요소들을 받아들이기 시작했고, 예루살렘에 이방 신들을 위한 사당을 세웠다. 하나님께서는 솔로몬이 계명을 어겼기 때문에 한 지파를 제외한 온 왕국이 그의 아들에게서 빼앗길 것이라고 말씀하셨다.
이와 동시에 솔로몬은 적들을 모으기 시작했다. 요압의 에돔 민족 학살 시도에서 간신히 살아남은 젊은 왕자 하닷은 요압과 다윗이 죽었다는 소식을 듣고 백성을 이끌고 에돔으로 돌아갔다. 한편 북쪽에서는 다윗에게 소바 (성경) 군대를 패배시킨 시리아 왕 르손이 하닷과 동맹을 맺고 다마스쿠스에 있는 그의 본거지에서 이스라엘에 큰 혼란을 초래했다.
솔로몬의 궁전 테라스 건축과 성벽 재건을 감독했던 여로보암은 예루살렘을 떠나는 길에서 실로 사람 선지자 아히야를 만난다. 아히야는 자신의 외투를 열두 조각으로 찢어 열 조각을 여로보암에게 주며, 솔로몬의 우상 숭배에 대한 벌로 여로보암이 이스라엘 열 지파를 다스리게 될 것이라고 말한다. 이에 솔로몬은 여로보암을 죽이려 하지만, 여로보암은 이집트로 도망친다. 솔로몬은 40년간 통치한 후 죽고 그의 아들 르호보암이 왕위를 계승한다.

#### 정치적, 종교적 분열 (12:1–13:34)
르호보암은 세겜으로 가서 왕으로 선포된다. 이 소식을 들은 여로보암은 이집트에서 돌아와 르호보암의 나이 많은 신하들과 함께 백성을 솔로몬보다 더 잘 대우해 달라고 요청한다. 르호보암은 친구들에게 조언을 구하며 백성을 더 심하게 대하겠다고 선언한다. 이 말은 이스라엘 백성을 크게 불쾌하게 한다. 그가 아도람이라는 새로운 강제 노역 장관을 보내자, 그들은 그를 돌로 쳐 죽이다. 르호보암은 예루살렘으로 무사히 돌아온다. 이스라엘 백성은 여로보암을 왕으로 선포한다. 유다 지파는 르호보암에게 충성을 다하고, 베냐민 지파도 르호보암의 통치를 받는다. 르호보암은 이 두 지파에서 북쪽을 공격할 군대를 모집하지만, 선지자 스마야가 전쟁을 막는다.
세겜으로 돌아온 여로보암은 자기 지파들이 다윗 가문에 충성을 다할까 봐 걱정하며, 이를 막는 가장 좋은 방법은 그들이 이스라엘의 하나님을 예배하지 못하게 막는 것이라고 생각한다. 그는 그들이 예루살렘으로 제사를 드리러 갈 때가 바로 변절할 가능성이 가장 높다고 생각했기 때문이다. 이를 위해 그는 벧엘과 단 (도시)의 제단에 금송아지를 세우고, 제사장과 절기를 직접 임명했다. 어느 날 한 선지자가 나타나 다윗 왕조의 요시야가 태어나 여로보암의 종교를 맹렬하게 폐지할 것이라고 선포한다. 여로보암은 그를 잡으려 손을 뻗었지만, 손이 말라버렸고, 그 징조로 제단이 갈라지고 재가 쏟아졌다. 이 모든 상황에도 여로보암은 자신의 길을 바꾸지 않았다. 후에 여로보암은 사마리아에서 온 거짓 선지자의 시험을 받았지만 실패하고, 사자의 공격으로 죽음을 맞이했다. 사마리아 선지자는 자신의 죽음을 애도하며, 자신이 죽으면 그의 곁에 묻혀 달라고 간청한다.

#### 엘리야까지의 두 왕국(14:1–16:34)
여로보암의 아들 아비야가 병들자, 여로보암은 그의 아내에게 변장을 하고 나이 들어 눈이 먼 아히야에게 가라고 한다. 하나님은 아히야에게 여로보암의 아내가 도착할 것을 알려 주신다. 아히야는 여로보암 가문의 종말을 예언하는데, 아비야가 죽으면서 시작된다. 아비야는 왕족 중 유일하게 장사될 것이다. 그는 이를 실현할 찬탈자 왕이 일어날 것이라고 예언한다. 여로보암이 죽고 그의 아들 나답이 왕위를 계승한다.
한편 유다 왕국에서는 백성들이 이방 신들을 위해 산당과 신석, 아세라 목상을 세웠고, 심지어 신전에서 남성 매춘까지 허용했다. 파라오 시삭은 예루살렘을 약탈하고 솔로몬의 금 방패를 포함한 왕실과 성전의 모든 보물을 약탈했다. 이에 르호보암은 방패를 대신할 청동 방패를 만들었다. 르호보암이 죽자 압살롬의 손자인 그의 아들 아비야가 왕위를 계승했다. 아비야는 아버지만큼 악했지만, 하나님께서는 다윗에게 하신 약속으로 그와 그의 가족을 계속 보호하셨다. 아비야가 죽자 그의 아들 아사가 왕위를 계승했다.
아사는 아버지와 할아버지와는 달리 다윗과 같은 선한 왕이었다. 그는 성전에서 남색하는 행위를 금지하고 우상을 파괴했으며, 심지어 우상 숭배로 인해 할머니를 태후 자리에서 몰아내기까지 했다. 그는 금과 은으로 된 물건들을 성전으로 다시 옮겼다. 그러나 이스라엘의 바아사와 전쟁을 벌일 때, 그는 왕실과 성전의 금과 은을 아람 왕 벤하닷에게 주어 이스라엘과의 조약을 파기하고 함께 공격하도록 했다. 벤하닷은 놀랍게도 승리를 거두고, 바아사는 라마에서 철수해야 했다. 아사는 라마의 요새를 헐고 게바와 미스바를 건설하라는 칙령을 내렸다. 아사는 늙어 죽고 그의 아들 여호사밧이 왕위를 계승했다.
이스라엘에서는 나답이 왕위에 올랐다. 그는 아버지처럼 악했다. 잇사갈 사람 아히야의 아들 바아사는 그를 죽이려는 음모를 꾸몄고, 블레셋의 도시 기브돈을 포위 공격하는 동안 기습 공격을 감행하여 그를 기습했다. 그 후 여로보암의 온 가족을 죽임으로써 선지자 아히야의 예언이 성취되었다. 그러나 바아사는 여로보암과 같은 죄를 지었다. 그러자 하나님은 선지자 예후에게 바아사의 가문도 멸망시킬 것이라고 말씀하셨다. 바아사가 죽고 그의 아들 엘라가 왕위를 계승했지만, 엘라는 곧 그의 전차병 지므리가 꾸민 음모에 희생되었다. 엘라가 죽자 지므리가 왕위에 오르고 예후의 예언이 성취되었다. 그러나 지므리의 군대는 지휘관 오므리를 왕으로 선포하고 디르사로 돌아와 포위 공격을 감행한다. 패배를 직감한 지므리는 궁궐에 불을 지르다.
오므리의 통치 초기에는 당파 갈등이 심화되었고, 신하의 절반이 깁낫의 아들 디브니를 왕으로 추대했다. 그는 세멜 산을 매입하여 그 위에 사마리아 성을 건설했다. 그러나 그는 역대 최악의 왕이었다. 그가 죽자 아들 아합이 왕위에 올랐고, 아합은 악행으로 오므리를 따라잡았다. 시돈 왕 엣바알의 딸 이세벨과 결혼한 후, 그는 바알 숭배를 전파하여 신전을 짓고 아세라 목상을 세웠다. 한편, 벧엘의 귀족 히엘은 여리고를 재건하여 여호수아가 선포한 저주를 실행했고, 그 결과 그의 장남과 막내아들이 죽었다.

#### 엘리야 주기(17:1-22:54)

##### 큰 가뭄(17:1-18:46)
이스라엘에 엘리야라는 새로운 선지자가 일어나 아합에게 수년간의 가뭄이 곧 시작될 것이라고 알린다. 그러자 하나님은 엘리야에게 게릿 시냇가에 숨어 시냇물을 마시고 까마귀들이 먹이를 주라고 말씀하신다. 시냇물이 마르자 하나님은 엘리야에게 사르밧으로 가라고 하신다. 그곳에서 한 과부가 엘리야에게 먹을 것을 줄 것이다. 과부는 기꺼이 엘리야에게 물을 주었지만, 엘리야가 빵을 달라고 하자 과부는 작은 빵을 만들려고 한다고 말한다. 빵은 자신과 아들이 마지막 식사로 먹을 만큼만 만들겠다고 말한다. 엘리야는 과부에게 그래도 빵을 만들라고 하며, 기근이 끝날 때까지는 먹을 것이 떨어지지 않을 것이라고 말한다. 얼마 지나지 않아 과부의 아들이 병들어 죽는다. 과부의 간청에 엘리야는 그를 죽음에서 살린다.
3년 후, 하나님은 엘리야에게 가뭄이 끝나가고 있으니 아합에게 돌아가라고 말씀하신다. 엘리야는 도중에 이세벨의 박해 기간 동안 선지자들을 숨겨 주던 그의 시종 오바댜를 만나 아합에게 자신의 도착을 알려 달라고 부탁한다. 바알 숭배를 영원히 종식시키고자 하는 엘리야는 아합에게 바알의 제사장 400명과 아세라의 제사장 400명을 갈멜산 꼭대기로 초대하라고 지시한다. 그곳에서 그는 백성들의 이중성을 질책하며 이스라엘의 신을 섬길지, 아니면 바알을 섬길지 선택하라고 말한다.
그러고 나서 엘리야는 도전 과제를 제안한다. 자신과 제사장들이 각자 제물을 준비하고 각자의 신에게 불을 내려 태워달라고 요청하는 것이다. 제사장들이 불을 내려달라고 요청했지만, 불은 내려오지 않는다. 한편, 이스라엘 백성들이 엘리야의 제단에 물을 많이 붓도록 했음에도 불구하고, 엘리야가 불을 내려달라고 기도하자 하나님께서는 불을 내려 제물을 받아들이셨다. 엘리야는 바알의 제사장들을 죽이라고 명령하고, 아합에게 비가 올 것이라고 알린다. 산 꼭대기에 올라간 엘리야는 종을 시켜 바다를 바라보게 한다. 일곱 번이나 돌아간 후, 종은 마침내 바다 저 멀리서 작은 구름이 피어오르는 것을 본다. 엘리야는 종에게 아합에게 마차를 타고 이스르엘로 돌아가라고 전하라고 말한다. 엘리야는 간신히 종보다 앞서 달린다.

##### 호렙산의 엘리야(19:1-21)
이세벨은 엘리야의 소식을 듣고 그를 죽이겠다고 위협하여 엘리야가 목숨을 건지기 위해 도망치게 한다. 브엘세바 근처 광야에서 엘리야는 신물이 나서 하나님께 자신을 죽여 달라고 간구한다. 그러나 천사가 그에게 음식을 주어 40일을 더 갈 힘을 얻고, 마침내 호렙산에 도착하여 동굴에서 잠이 든다. 엘리야가 깨어났을 때, 하나님께서는 곧 지나가시겠다고 말씀하신다. 지진이 일어나고 불이 붙지만, 그 어느 곳에도 하나님은 계시지 않는다.
하나님은 속삭임으로 나타나신다. 엘리야가 죽임을 당할까 봐 걱정하는 것을 듣고, 다메섹으로 가서 하사엘에게 아람의 왕으로, 예후에게 이스라엘의 왕으로, 엘리사에게 엘리야의 후계자로 기름을 부으라고 지시한다. 엘리야는 엘리사가 소를 몰고 밭을 갈고 있는 것을 본다. 엘리사는 부모님께 작별 인사를 하고, 소를 죽여 밭갈이 도구를 불태워 요리한다. 그는 그 고기를 이웃들에게 나누어 주고 엘리야를 따라 떠난다.

#### 아람 전쟁 (20:1–43)
아람의 새 왕 벤하닷 2세는 군대를 일으켜 아합의 모든 금과 은, 그리고 가장 좋은 아내와 자녀들을 요구하며 사절을 보낸다. 그는 이 요구에 동의했지만, 참모들과 상의한 후 궁궐이나 관리들의 집에 있는 다른 귀중품을 요구하는 후속 요구는 받아들이지 않기로 결정한다. 이에 벤하닷은 사마리아를 공격한다. 이때 아합은 아합이 전투를 시작하면 그의 부하 장교들이 벤하닷을 물리칠 것이라는 예언을 듣는다. 벤하닷은 진격하는 병사들을 모두 살려 두라고 명령하지만, 부하 장교들은 각자 아람 병사들을 죽이다.
벤하닷을 포함한 아람 군대는 후퇴를 시작하지만, 아합의 군대는 막대한 피해를 입힌다. 첫 번째 예언을 전한 선지자는 아람 군대가 다시 공격해 올 것이니 방어력을 강화하라고 아합에게 말한다. 벤하닷의 참모들은 자신들이 패배한 이유가 하나님께서 산에 거하시며 이듬해 봄 평원에 있는 성읍 아벡을 공격하도록 인도하셨기 때문이라고 생각한다. 이에 하나님은 이스라엘 백성에게 또 다른 승리를 허락하시어 당신의 전능하심을 보여주신다. 첫날의 참담한 패배 이후, 벤하닷은 아합에게 사자들을 보내 자신을 살려 달라고 간청한다. 아합은 벤하닷을 불러들였고, 그는 아버지가 이스라엘에게서 빼앗은 땅을 돌려주겠다고 제안한다. 두 왕은 조약을 맺고 벤하닷은 떠난다.
다른 선지자가 무기로 자신을 때리도록 설득하지 못해 사자의 덫에 걸려 죽은 후, 한 선지자가 다른 선지자를 시켜 그 일을 대신하게 한 후 아합 앞에 나타나, 전쟁터에서 한 사람을 지키지 못한 탓에 이제 한 달란트를 바쳐야 한다는 비유를 들려준다. 그가 머리띠를 벗자 아합은 자신이 선지자임을 깨닫고, 하나님께서 죽이라고 명하신 벤하닷을 살려주었기에 자신이 죽을 것이라고 말한다.

#### 나봇의 포도원 (21:1-28)
얼마 후, 아합은 이스르엘 사람 나봇의 포도원을 사려고 한다. 나봇이 자신의 유산이라는 이유로 팔지 않자, 아합은 삐져서 먹지도 않는다. 이세벨은 금식을 선포하고, 두 거짓 증인이 나봇이 하나님과 왕을 저주했다고 고발한다. 나봇은 돌에 맞아 죽고, 아합은 포도원을 차지하게 된다. 이에 하나님은 엘리야에게 아합을 찾아가 그가 포도원에서 죽을 것이며, 그의 후손과 이세벨은 멸망될 것이라고 전하라고 명령한다. 이 사건은 아합의 악행, 아니 이스라엘 왕의 악행이 극에 달하는 사건이었다. 아합이 회개하자, 하나님은 엘리야가 예언했던 재앙이 그의 아들 아합의 통치 기간에 닥치도록 허락하신다.

#### 아람과의 또 다른 전쟁 (22:1-38)
아람과 이스라엘 사이에는 3년 동안 평화가 유지되었다. 아람은 여전히 라못-길르앗을 차지하고 있었고, 여호사밧이 국빈 방문 중 유다 군대가 원정에 동행하는 것을 허락하자 아합은 라못-길르앗을 되찾기로 결심했다. 400명의 선지자들이 이 제안이 좋다고 동의했지만, 여호사밧은 하나님의 선지자와 이야기를 나누고 싶다고 했다. 아합은 마지못해 미가야를 불렀다. 미가야는 자신에게 유리한 예언을 한 번도 한 적이 없어서 미워했다. 미가야가 도착하자 시드기야라는 선지자가 뿔이 달린 이상한 모자를 쓰고 아합이 아람군에게 승리할 것이라고 주장했다.
미가야는 아합에게 라못-길르앗을 공격하면 자신이 죽고 이스라엘은 지도자를 잃게 될 것이지만, 이는 하나님의 계획의 일부라고 말했다. 시드기야가 미가야를 때리자 미가야는 임박한 멸망을 예언하게 되고, 아합은 간수에게 미가야를 감옥에 가두고 아합이 무사히 돌아올 때까지 음식과 물을 주지 말라고 명령한다.
아합과 여호사밧은 전쟁을 시작하고, 아합은 변장하고 여호사밧은 왕의 예복을 입기로 합의한다. 아합 외에는 누구도 죽이지 말라는 명령을 받은 아람군은 여호사밧을 추격하지만, 그가 아합이 아니라는 것을 알고 추격을 중단한다. 아합은 아람군이 쏜 화살에 갑옷 판 사이에 맞아 쓰러진다. 그는 전투에서 후퇴하여 그날 저녁 사망한다. 그는 묻히고, 그의 전차는 창녀들이 목욕하는 못에 씻겨지고, 그의 피는 개들에게 핥힌다.

#### 아합의 죽음 이후 (22:39-53)
아합의 아들 아하시야가 왕위를 계승한다.
여호사밧은 아버지 아사의 본보기를 따라 통치 기간 내내 선한 왕이었다. 그는 산당을 파괴하지 않고 이스라엘과 평화를 유지했다. 또한 남아 있던 신전 남창들을 제거했고, 이제 에돔에는 왕이 아닌 지방 총독이 있다. 그는 상선을 건설했지만 에시온게벨에서 난파되었다. 아하시야는 이 문제에 대해 힘을 합치자고 제안했지만, 여호사밧은 거부했다. 그는 죽고 그의 아들 여호람이 왕위를 계승했다.
아하시야는 악을 행하여 아버지 치하에서 번성했던 우상 숭배가 계속되도록 방치했다.

### 하권

#### 엘리야의 생애 (계속) (1:1-18)

###### 아합의 죽음 이후 (계속) (1:1-18)
아하시야는 위층 격자에서 떨어져 부상을 입는다. 그는 에그론으로 일행을 보내 그곳의 신 바알세붑에게 자신이 회복될지 물어보게 한다. 사자들은 엘리야를 만나 아하시야가 이스라엘이 아닌 다른 신에게 조언을 구한 탓에 지금 있는 곳에서 죽을 것이라고 전하라고 한다. 아하시야는 두 명의 지휘관과 오십 명의 군사를 보내 엘리야를 부르게 하지만, 엘리야의 명령에 따라 두 무리 모두 불에 타 죽는다. 아하시야가 세 번째 무리를 보내자, 하나님은 엘리야에게 그들과 함께 가서 직접 예언을 전하라고 명령한다. 아하시야는 죽고, 아들이 없던 그의 형 요람 (이스라엘 왕국)이 왕위를 계승한다.

#### 엘리사의 서신 (2:1–13:25)

###### 서신의 서두 (2:1–25)
엘리야와 엘리사가 길갈에서 걸어 나오고 있다. 엘리야는 엘리사에게 지금 있는 곳에 머물러 있으라고 하지만, 엘리사는 함께 벧엘로 가겠다고 고집한다. 엘리야는 엘리사에게 하나님께서 그를 데려가실 것이라고 알려준다. 엘리사는 이 사실을 어느 정도 알고 있는 듯한다. 엘리야는 다시 엘리사에게 지금 있는 곳에 머물러 있으라고 하지만, 엘리사는 함께 여리고로 가겠다고 고집한다. 마침내 그들은 요단 강에 도착하는데, 그곳에는 선지자 오십 명이 있다. 엘리야는 겉옷으로 물을 치자 물이 갈라지고, 두 사람은 강을 건넌다. 엘리야는 엘리사가 떠난 후에 무엇을 원하느냐고 묻고, 엘리사는 자신의 영을 갑절이나 달라고 한다. 엘리야는 자신이 가는 것을 보면 주겠다고 말한다.
갑자기 불타는 마차가 엘리야를 태우고, 그는 회오리바람을 타고 하늘로 올라간다. 애통해하며 엘리사는 엘리야의 겉옷을 집어 들고 직접 요단 강을 가르며 나아간다. 이로 인해 다른 선지자들은 그를 엘리야의 후계자로 알아보고 엘리야를 찾아주겠다고 제안하지만, 엘리사는 이를 거절한다. 그들은 계속 시도하지만, 당연히 엘리사를 찾을 수 없다. 엘리사의 첫 번째 임무는 여리고의 샘물에 소금을 뿌리는 것이다. 이를 통해 물을 정화하여 지역 주민들의 물 부족 문제를 해결한다. 엘리사가 벧엘로 떠나자, 몇몇 소년들이 그의 대머리를 조롱하기 시작한다. 곰들이 나타나 그들을 공격한다.

###### 모압 전쟁(3:1-27)
요람은 악했지만 바알의 신성한 돌을 제거했다. 아합이 죽은 후, 모압 왕은 이스라엘에 더 이상 조공을 바치지 않았다. 그래서 요람은 여호사밧과 에돔 왕과 힘을 합쳐 반란을 진압했다. 그들은 에돔 광야를 통과하여 공격했지만 곧 물이 바닥났다. 그들은 엘리사에게 조언을 구했다. 엘리사는 먼저 여호사밧을 위해서만 공격한다는 것을 분명히 한 후 하프 연주자를 불렀다. 엘리사는 모압의 완전한 패배와 더불어 골짜기에 홍수가 올 것이라고 예언했다.
물이 흘러나오지만 모압 사람들에게는 피처럼 보였다. 그들은 세 왕이 서로를 죽인 데서 나온 것이라고 결론지었다. 그러나 그들이 강을 건널 때 이스라엘은 큰 승리를 거두고 그 땅을 완전히 약탈했다. 모압 왕이 성벽 위에서 맏아들을 제물로 바치자 이스라엘 백성은 큰 분노에 휩싸여 후퇴했다.

###### 엘리사의 기적들(4:1–6:7)
엘리사는 채권자들이 그녀의 두 아들을 노예로 잡아가겠다고 협박하는 과부를 만난다. 과부가 가진 것이 작은 올리브 기름 한 병뿐이라는 것을 알게 된 엘리사는 과부에게 가서 이웃들에게 기름 병을 달라고 하라고 한다. 모든 병에 기름을 부으라고 하니, 기름은 모든 병이 가득 찰 때까지 계속된다. 엘리사는 마침내 기름을 팔아 채권자들에게 갚고 남은 기름으로 생활하라고 말한다. 그런 다음 엘리사는 수넴으로 간다. 그곳에서 한 여인이 그를 초대하여 식사를 대접하고, 그가 지나갈 때마다 사용할 방을 짓기로 한다.
그의 종 게하시는 엘리사에게 아들이 없다고 말한다. 엘리사는 과부의 친절에 대한 보답으로 1년 안에 아이를 낳을 것이라고 말한다. 어느 날, 그 아이는 아버지의 추수꾼들을 돕다가 머리가 아프다고 한다. 아이는 어머니에게로 돌아갔지만 죽는다. 그래서 그의 어머니는 엘리사를 찾아갔고, 갈멜 산에서 그를 만난다. 그는 게하시에게 재빨리 집으로 가서 그 소년의 얼굴에 지팡이를 얹으라고 한다. 엘리사가 그 여자와 함께 도착했을 때, 게하시는 엘리사에게 효과가 없었다고 말한다.
엘리사는 기도하고, 서성이며, 소년 위에 몸을 얹자 소년이 깨어난다. 엘리사는 기근이 극심한 길갈로 간다. 지역 예언자들을 돕고자 그는 하인에게 스튜를 끓이라고 한다. 예언자 중 한 명이 실수로 독이 있는 열매를 냄비에 넣지만, 엘리사는 가루를 넣어 독을 없앤다. 바알-샬리스에서 온 한 남자가 빵 스무 개를 가지고 온다. 엘리사는 그 빵으로 기적적으로 그 자리에 있던 백 명을 먹이다.
아람 장군 나아만이 나병에 걸렸다. 그는 이스라엘 여종을 통해 엘리사에 대한 소식을 듣고 왕으로부터 나병을 치료받으러 가도 좋다는 허락을 받는다. 그는 먼저 이스라엘 왕에게 갔지만, 결국 엘리사의 부름을 받고 엘리사는 사절을 보내 요단 강에서 일곱 번 몸을 씻으라고 했다. 엘리사의 말대로 나아만의 나병은 나았다. 나아만은 엘리사에게 감사의 선물을 주었지만 엘리사는 거절했다. 나아만은 하나님께 제단을 쌓기 위해 흙을 가지고 다메섹으로 돌아가는 것으로 만족하며, 왕과 동행하면서 아람의 종교 의식에 참여해야 했던 것에 대해 하나님께 용서를 구했다. 나아만이 떠날 때 게하시는 그를 따라가 선지자들이 왔다고 거짓말을 해서 최소한 선물을 받으려고 했다. 이에 대한 벌로 엘리사는 그에게 나병에 걸리도록 저주했다.
다른 선지자들이 엘리사와의 만남의 장소가 너무 작다고 불평하기 시작하자, 엘리사는 그들이 요단 강둑에 새 장소를 짓도록 허락했다. 건물을 짓던 중 누군가 빌린 도끼머리가 강물에 빠졌지만 기적적으로 떠올랐다.

###### 아람 전쟁(6:8–8:29)
이쯤 되자 아람은 다시 이스라엘과 전쟁을 벌이고 있다. 엘리사는 아람 사람들이 진을 치고 있는 곳을 이스라엘 왕에게 여러 번 경고하여 아람 왕을 좌절시켰고, 아람 왕은 엘리사를 찾아왔다. 어느 날 아침, 엘리사는 잠에서 깨어 자신이 머물고 있는 도단이 아람 사람들에게 포위된 것을 발견했다. 그의 종은 두려움에 떨다가 엘리사가 그들을 보호하는 천사들을 보여준다. 그는 아람 군대의 눈이 멀게 해 달라고 기도했고, 실제로 그렇게 되었다. 그리고 그들을 사마리아로 인도하여 눈을 뜨게 한다.
이스라엘 왕은 엘리사에게 그들을 죽여야 할지 묻지만, 엘리사는 오히려 그들을 환대하라고 말한다. 이로써 전쟁은 끝났지만, 곧 벤하닷이 다시 전쟁을 일으켜 사마리아를 포위한다. 그 결과 기근이 심해지자 사람들은 식인 풍습을 자행하기 시작했다. 왕은 이 상황을 해결할 최선의 방법은 엘리사를 처형하는 것이라고 생각하며 기근의 원인을 하나님께 돌린다. 엘리사는 곧 엄청난 양의 고운 밀가루와 보리가 사마리아에 들어오겠지만, 왕의 신하는 그 맛을 보지 못할 것이라고 예언한다.
네 명의 나병 환자가 사마리아 성문에 앉아 기근으로 죽지 않기를 바라며 아람 사람들에게 항복하기로 한다. 하나님께서 전날 밤 아람 사람들에게 말과 병거 소리를 들려주셨고, 헷 사람들과 이집트 사람들이 이스라엘 백성을 돕고 있다고 생각하여 도망쳤다. 나병 환자들은 버려진 진영을 발견하고 왕에게 알린다. 그러자 사마리아 사람들은 진영을 약탈하여 성의 식량 가격을 떨어뜨린다. 이 혼란 속에서 엘리사를 만나러 갔을 때 왕과 함께 있던 왕의 신하는 짓밟혀 죽는다.
엘리사가 수넴 여인에게 기근에 대해 경고하자, 그녀와 그녀의 남편은 블레셋으로 갔다. 돌아온 그녀는 왕에게 땅을 돌려달라고 간청한다. 그녀가 도착했을 때, 게하시는 엘리사가 그녀의 아들을 죽음에서 살린 이야기를 왕에게 전하고 있다. 이 일이 그녀에게 유리하게 작용하여, 그녀의 집과 땅, 그리고 모든 수입이 그녀에게 돌아왔다. 다음으로 엘리사는 벤하닷이 병들어 있는 다마스쿠스로 갔다. 엘리사의 도착 소식을 듣고 벤하닷은 하사엘을 보내 자신의 병이 나을지 물어보라고 했다. 엘리사는 하사엘에게 왕에게 병이 나을 것이라고 전하라고 했다. 비록 그가 죽을지라도, 하사엘이 왕이 되어 이스라엘에 큰 해를 끼칠 것이라고 말했다. 다음 날, 하사엘은 왕을 질식시키고 왕위를 계승했다.
유다에서는 여호람이 왕위에 올랐다. 그는 아버지와 할아버지와는 달리 악하고 이스라엘의 길을 따르며, 심지어 아합의 딸과 결혼하기까지 했다. 그러나 그는 다윗과 맺은 하나님의 언약 덕분에 다시 한번 멸망하지 않았다. 그의 통치는 불안정한 시기를 겪었는데, 에돔과 립나에서 반란이 일어나 왕정을 회복하는 사건이 발생했다. 여호람이 죽고 그의 아들 아하시야가 왕위를 계승하는데, 그는 아버지처럼 아합의 발자취를 따르다. 아하시야와 요람은 함께 하사엘과 전쟁을 벌이다. 요람이 부상을 입자, 전투 후 아하시야는 하사엘을 만나러 이스르엘로 간다.

###### 예후의 역사 (9:1–10:36)
엘리사는 한 선지자에게 라못 길르앗으로 가서 예후라는 왕궁 경비대장을 왕으로 기름 부으라고 명령한다. 예후는 요람에게 도전하기 위해 군대를 이끌고 이스르엘로 간다. 요람은 두 명의 사절을 보내지만 둘 다 예후와 함께한다. 예후는 요람이 이세벨의 우상 숭배를 계속한다고 비난한다. 요람은 도망치며 아하시야에게 경고하지만, 어깨 사이에 심장이 맞아 죽는다. 예후는 마부 빗갈에게 자신을 나봇의 밭에 두라고 명령한다. 예후는 아하시야도 죽이고 싶어 하지만, 그에게 부상을 입히는 데 그치고, 아하시야는 므깃도에서 부상을 입고 죽는다.
그의 시신은 장례를 위해 예루살렘으로 옮겨진다. 예후가 이스르엘에 들어가자 이세벨은 창밖을 내다보며 그를 지므리에 비유한다. 예후의 명령에 따라 두 명의 내시가 그녀를 창문 밖으로 밀어내고 그녀는 죽는다. 나중에 두 명의 하인이 그녀의 시신을 왕의 딸로 장례를 치르기 위해 갔지만, 뼈만 발견된다. 엘리야의 예언대로 그녀는 개들에게 먹혔다.
예후는 사마리아에 편지를 써서 궁궐 관리들에게 아합의 가장 강한 아들을 골라 왕위에 앉히고 예후에게 도전하게 하라고 요구한다. 그들이 거부하자, 예후는 대신 아합의 아들 70명의 머리를 요구한다. 그는 그 머리를 이스르엘 성문 안에 두도록 한 후, 엘리야의 예언을 성취하기 위해 아합 가문의 남은 사람들을 학살한다. 그 후 예후는 사마리아로 떠난다. 도중에 그는 아하시야의 친척 몇 명을 만나 그들도 죽이다. 더 나아가 그는 그의 동맹이 되는 여호나답을 만난다.
마침내 사마리아에 도착한 그는 아합의 나머지 가족을 죽이다. 바알에게 제사를 준비한다는 구실로 바알의 제사장들을 모두 소집한다. 제사가 끝난 후, 그는 경비병들을 시켜 성전에 들어가 그들을 죽이다. 그는 신성한 돌을 파괴하고 성전을 허물고 변소를 설치하여 바알 숭배를 종식시킨다. 그러나 여로보암의 원죄였던 벧엘과 단의 금송아지는 파괴하지 않는다. 그럼에도 불구하고 하나님은 그가 바알 종교를 파괴한 것을 기뻐하시고, 그의 가문이 4대까지 이스라엘을 통치할 것이라고 약속하신다. 그러나 예후는 하나님을 경배하는 데 소홀했기 때문에 하나님은 하자엘이 이스라엘의 넓은 지역을 정복하도록 허락한다. 예후는 죽고 그의 아들 여호아하스가 왕위를 계승한다.

###### 아달랴의 통치에서 엘리사의 죽음까지 (11:1–13:25)
아하시야의 어머니 아달랴는 아들이 죽은 후 왕위를 찬탈하고 왕족을 죽이기 시작한다. 아하시야의 누이 여호세바는 조카 요아스를 숨긴다. 7년 후, 여호세바의 남편인 제사장 여호야다는 요아스를 군대에 소개하고, 다섯 부대 모두에게 요아스를 보호하기 위해 안식일에 성전을 지켜야 한다고 알린다. 그는 또한 성전에 보관되어 있던 다윗 시대의 모든 창과 방패를 그들에게 준다. 요아스는 왕관을 쓰고 기름을 부은 후 군대에 의해 왕으로 선포된다. 아달랴는 반역을 주장하지만, 여호야다는 그녀를 궁으로 끌고 가 죽이다. 이어서 바알의 제단이 파괴되고, 이로써 유다의 종교도 종말을 맞이한다. 마침내 요아스는 궁궐로 돌아와 즉위한다.
요아스는 선한 왕이었지만, 산당을 없애지는 않았다. 그가 성장하자 첫 번째 행동은 제사장들의 봉급을 개혁하고 남은 돈을 성전 수리에 사용하는 것이었다. 23년 후, 성전이 여전히 수리되지 않자 요아스는 다시 한번 제사장들의 봉급을 개혁하여 성전 금고의 모든 돈을 수리에 사용했다. 대신 제사장들은 제물로 돈을 벌었다. 이 계획은 성공하여 성전이 수리되었다. 하자엘은 다시 이스라엘과 전쟁을 벌였고, 국경을 넘어 예루살렘을 공격할 것처럼 보였다. 요아스는 그에게 선물을 보내고 하자엘은 떠났다. 요아스는 암살당하고 그의 아들 아마샤가 왕위를 계승했다.
여호아하스는 악했기에 하나님은 하자엘이 계속해서 이스라엘을 압제하도록 허락하셨다. 하자엘이 회개하자 하나님은 전쟁을 끝내셨다. 그러나 여호아하스는 여로보암의 종교를 없애지 않았고, 사마리아의 아세라 목상을 제거하지도 않았다. 게다가 이 전쟁으로 이스라엘 군대는 거의 완전히 전멸했다. 여호아하스가 죽고 그의 아들 여호아스가 왕위에 오르면서 이전 이스라엘 왕들의 악행을 이어갔다. 그는 아마샤와 전쟁을 벌였다. 요아스 통치의 핵심 사건은 엘리사의 죽음이다. 요아스가 엘리사를 찾아왔을 때, 그는 동쪽 창문으로 화살을 쏘라고 하며, 이를 통해 아람 군대가 아벡에서 패배할 것이라고 예언했다.
그러고 나서 그는 엘리사에게 바닥에 화살을 던지라고 했다. 요아스는 세 발의 화살을 던졌는데, 엘리사는 이에 화를 냈다. 그곳에서는 세 번의 승리만 있을 것이라는 뜻이었기 때문이다. 그는 결국 죽어 묻혔다. 모압의 침략 당시, 시체를 묻던 이스라엘 사람들이 당황하여 시체를 엘리사의 무덤에 던졌다. 시체가 엘리사의 뼈에 닿는 순간, 시체는 다시 살아났다. 하사엘의 전쟁은 여호아하스 통치 이후 이스라엘을 괴롭혔지만, 아브라함과 이스라엘의 언약 때문에 하나님은 이스라엘을 멸망시키지 않으셨다. 하사엘이 죽고 그의 아들 벤하닷 3세가 왕위에 올랐다. 예언대로 여호아스는 그를 세 번이나 물리치고 하사엘이 정복했던 성읍들을 되찾았다.

#### 사마리아 함락까지의 두 왕국 (14:1–17:41)
아마샤는 선한 왕이었지만, 산당은 아직 폐지되지 않았다. 왕위에 오르자 그는 아버지를 암살한 자들을 처형했지만, 모세 율법에 따라 그들의 자녀들은 살려주었다. 아마샤는 에돔 사람들을 물리치고 이스라엘에 도전했지만, 여호아스는 그에게 집에 머물 것을 권했다. 두 사람은 벳세메스에서 만나 이스라엘은 유다를 철저히 패배시키고, 아마샤의 군대를 흩어지게 한 후 여호아스가 예루살렘을 약탈하도록 했다. 여호아스는 죽고 그의 아들 여로보암 2세가 왕위에 올랐다. 아마샤는 음모에 휘말려 라기스에서 살해당했다. 그는 예루살렘에 묻혔고, 그의 아들 아사랴가 왕위를 계승하여 엘랏을 회복하고 재건했다.
여로보암 2세는 악했다. 그는 요나의 예언대로 하맛 어귀에서 사해까지 이스라엘 영토를 회복했다. 하나님께서 이스라엘을 멸망시키지 않겠다고 약속하셨고 이스라엘 백성이 얼마나 고통받는지 보셨기 때문이다. 그가 죽고 그의 아들 스가랴가 왕위를 계승한다.
아사랴는 선한 왕이었지만, 산당은 여전히 존재했다. 그러나 그는 나병 환자였기에 아들 요담이 섭정을 하는 동안 왕위에서 물러났다. 아사랴가 죽고 요담이 왕위를 계승했다.
스가랴는 악했고, 살룸의 음모에 희생되었다. 살룸은 그를 암살하고 왕위를 계승했다. 이로써 예후에게 그의 가문이 4대까지 통치할 것이라는 하나님의 약속이 성취되었다. 살룸은 암살당하고 므나헴이 왕위를 계승했다. 므나헴은 딥사를 공격하여 약탈하고 임신한 여인들의 배를 갈랐다. 므나헴의 통치 기간 동안, 아시리아의 풀(디글랏-빌레셀이라고도 함)이 이스라엘을 공격했다.
므나헴은 풀에게 왕위를 물려주고 왕위를 지지하기 위해 세금을 징수했다. 므나헴이 죽고 그의 아들 브가히야가 왕위에 오르지만, 브가히야는 그의 신하 베가와 길르앗 용병 50명에게 암살당한다. 베가의 통치 기간 동안 풀은 돌아와 납달리 지파에 속한 모든 땅을 포함하여 이스라엘 북부의 여러 성읍을 점령하고 그곳 주민들을 아시리아로 유배 보낸다. 베가는 호세아에게 암살당하고 호세아가 왕위를 계승한다.
요담은 선한 왕이었지만, 산당은 여전히 건재했다. 그는 성전의 윗문을 재건한다. 요담의 통치 기간 동안 아람과 이스라엘이 유다를 공격한다. 요담이 죽고 그의 아들 아하스가 왕위에 오르다. 아하스는 악한 왕이었으며, 심지어 아들을 제물로 바치기까지 했다. 아람 왕 르신은 엘랏을 탈환하여 에돔의 지속적인 공격에 굴복한다. 아하스는 이 상황을 해결하기 위해 풀에게 도움을 요청하는 서신을 보내고, 풀은 다마스쿠스를 함락시키고 그곳 주민들을 유배시키고 르신을 죽임으로써 도움을 준다. 아하스는 풀을 만나러 다마스쿠스로 갔고, 그곳에서 새 제단의 초안을 예루살렘으로 보냈는데, 그는 돌아오기 전에 제단을 세웠다. 그는 도착하자마자 성전에 제단을 세웠다. 아시리아 왕에 대한 경의를 표하기 위해 성전의 장식을 대부분 제거했다. 그는 죽고 그의 아들 히스기야가 왕위를 계승했다.
호세아는 악했지만, 이스라엘의 이전 왕들만큼 악하지는 않았다. 호세아 통치 기간 동안, 아시리아의 살만에셀은 이스라엘이 이집트와 외교 관계를 유지하고 아시리아에 조공을 바치지 않자 이스라엘을 공격했다. 살만에셀은 사마리아를 정복하고 그곳 주민들을 메디아로 추방했다. 이 모든 일은 이스라엘이 다른 신들을 숭배하고 선지자들을 무시함으로써 계명을 어겼기 때문에 일어났다. 이제 남은 것은 유다뿐이었고, 그들조차도 이스라엘이 도입한 종교적 관습을 따른 죄악을 지녔다. 그러자 아시리아 왕은 이스라엘 제사장을 시켜 신민들을 사마리아에 정착시키도록 하였는데, 그의 지휘 아래 신민들에게 하나님께서 요구하시는 의식을 가르치는 것이 그들의 임무였다. 그들은 이 사실을 받아들이면서도, 여전히 자기들의 민족신들을 숭배했다.

#### 유다 왕국 말년 (18:1–25:30)

###### 선지자 이사야 히스기야와 아시리아 (18:1–20:21)
유다의 13대 왕 히스기야는 그의 조상 다윗이 행한 것처럼 "여호와 보시기에 옳은 일"을 행했다. 그는 광범위한 종교 개혁을 실시하여 예루살렘 성전에 제사를 집중시키고, 모세가 광야에 세웠지만 이스라엘 사람들이 우상으로 삼은 놋뱀 느후스탄을 포함한 다른 신들의 형상을 파괴했다. 그는 아시리아와의 동맹을 파기하고 블레셋을 무찔렀다. 사마리아를 함락시킨 후, 아시리아는 유다를 공격했지만 돈을 받고 철수했다. 곧 아시리아는 다시 공격하여 히스기야에게 위협적이고 신성모독적인 메시지를 보내 그가 이집트와 동맹을 맺으려 한다고 의심하게 했다.
아시리아 사령관은 유다 사람들을 히스기야에게 대항하게 하려고 하며, 자신은 히스기야를 보호할 힘이 없다고 주장한다. 그러나 히스기야는 이를 미리 막는다. 이 소식을 들은 히스기야는 선지자 이사야에게 사절을 보내 하나님께서 예루살렘과 왕국을 아시리아로부터 구원하실 것이라고 전한다. 아시리아 왕 산헤립은 구스 왕 디르하가의 진격 소식을 듣고 후퇴하지만, 곧 침략이 올 것이라고 경고한다. 히스기야가 기도하자 이사야는 아시리아의 멸망에 대한 또 다른 예언을 전한다. 하나님께서는 천사를 보내 아시리아 사람들을 죽이시고, 남은 아시리아 사람들은 공포에 질려 후퇴한다. 산헤립은 그의 아들들에게 살해당하고, 셋째 아들이 왕위를 계승한다.
히스기야가 병들자 이사야는 그에게 죽을 것이라고 말한다. 히스기야가 기도하자, 하나님께서는 그가 3일 안에 성전에 가면 15년을 더 살게 해 주시겠다고 약속하신다. 이사야는 무화과 찜질을 처방했고, 히스기야는 회복되었다. 히스기야가 성전에 가서 아하스의 층계에 섰을 때, 그의 그림자가 열 층 뒤로 물러나면서 하나님의 말씀이 참됨을 증명했다. 바빌론 왕은 히스기야에게 사절을 보냈고, 히스기야는 궁궐 안의 모든 것을 보여주었다. 이사야는 언젠가 바빌론 사람들이 궁궐 안의 모든 것을 가져갈 것이라고 예언했다. 그러나 히스기야의 남은 통치 기간 동안은 평화가 있었다. 히스기야는 죽기 전에 못과 터널로 이루어진 수로를 건설했다. 그의 아들 므낫세가 왕위를 계승했다.

###### 두 악한 왕 (21:1-26)
므낫세는 아버지의 개혁을 뒤집고 무고한 사람들을 살해하고 성전에 제단을 세웠다. 이는 다윗-솔로몬 언약을 어긴 것이었고, 하나님은 왕의 이러한 배교로 인해 예루살렘을 멸망시키겠다고 선언하셨다. 그의 뒤를 이어 그의 아들 아몬이 왕위에 올랐다. 아몬은 아버지의 뒤를 이어 왕위에 오르게 되었고, 결국 그의 신하들에게 암살당했다. 암살자들은 처형되었고, 아몬의 뒤를 이어 그의 아들 요시야가 왕위에 올랐다.

###### 요시야와 종교 개혁 (22:1-23:30)
요시야는 성전 재건으로 통치를 시작했다. 이 과정에서 대제사장 힐기야는 신명기 사본을 발견하고, 왕실 서기관 사반에게 왕에게 읽어 달라고 했다. 요시야는 율법이 어겨졌다는 소식을 듣고 슬퍼하며 여선지자 훌다에게 사절을 보내 어떻게 해야 할지 묻는다. 훌다는 사절에게 하나님께서 예루살렘을 멸망시키시겠지만, 요시야가 죽은 후에야 그렇게 하실 것이라고 말한다.
요시야는 모세 언약을 갱신하는 의식을 계획한다. 먼저 그는 백성에게 두루마리를 읽어 주고 모두 언약을 갱신하게 한다. 그런 다음 힐기야에게 성전에서 다른 신들에게 바쳐진 모든 물건들을 옮겨 기드론 골짜기에서 불태우고 그 재를 벧엘로 가져가라고 한다. 마지막으로 그는 다른 신들을 섬기는 제사장들을 해산하고 산당을 더럽히고 성전에서 남색하는 자들과 아세라 목상을 짜는 자들을 제거한다.
요시야는 벧엘에 있는 무덤들을 파괴하던 중, 자신의 도래를 예언했던 선지자의 무덤을 발견하고, 그 무덤을 자신을 시험했던 사마리아 선지자의 무덤과 함께 보존한다. 그는 오랫동안 유월절을 지키지 않던 백성에게 유월절을 지키라고 명령한다. 그는 영매술사와 점술사들을 몰아낸다. 그는 이스라엘과 유다 역사상 가장 훌륭한 왕이 된다. 요시야는 이집트의 느고 2세와 아시리아 왕과 싸우러 나갔지만, 므깃도에서 느고에게 패배하여 죽임을 당한다.

###### 예루살렘의 멸망 (23:31–25:30)
느고는 요시야의 후계자 여호아하스를 포로로 잡아 유다에 엄청난 요구를 한다. 그는 요시야의 또 다른 아들 여호야김을 왕위에 앉히고, 여호야김은 세금을 인상하여 요구를 충족시킨다. 요시야의 두 후계자는 모두 악한다.
바빌론의 느부갓네살 2세가 침략하고, 여호야김은 반란을 일으킬 때까지 3년 동안 그의 봉신이 된다. 이에 대응하여, 하나님께서 므낫세에 대해 하신 말씀을 이루기 위해, 주변 왕국과 제국에서 온 많은 침략자들이 유다를 공격한다. 이번에는 이미 바빌로니아의 침략을 받았기 때문에 이집트의 지원은 없다. 여호야김이 죽고 그의 아들 여호야긴이 왕위에 오르는데, 그 역시 악한다. 느부갓네살은 예루살렘을 포위하고 유다 사람들은 항복한다.
느부갓네살은 여호야긴과 그의 가족을 인질로 잡고 성전과 궁궐의 모든 것을 약탈하며, 이사야가 히스기야에게 한 예언을 성취했다. 그는 가장 가난한 사람들을 제외한 모든 사람들을 포로로 잡아갔다. 그리고 여호야긴의 삼촌 시드기야를 왕위에 앉혔다. 시드기야 역시 악했다. 결국 그는 느부갓네살에게 반기를 들고 예루살렘은 2년 동안 포위되었다. 마침내 기근이 도시를 덮치고 성벽은 무너졌다. 시드기야는 리블라에서 아들들이 죽임을 당하는 것을 지켜본 후 눈을 뽑혀 바빌론으로 포로로 잡혀가는 형벌을 받았다.
느부갓네살은 성전과 궁궐, 그리고 모든 중요한 건물들을 포함한 예루살렘을 불태웠다. 성벽은 무너졌고, 가장 가난한 사람들만 농사를 짓도록 남겨두고 남은 사람들은 모두 끌려갔다. 그는 또한 리블라에 남아 있던 제사장들을 죽였다. 그는 그달리야를 지방 총독으로 임명한다. 그러나 그는 결국 왕족의 마지막 생존자인 느다냐의 아들 이스마엘에게 살해당하고, 수많은 유다 사람들과 바빌로니아 사람들이 이집트로 도망친다. 느부갓네살이 죽자 아웰-무르둑이 바빌론의 왕이 된다. 느부갓네살은 여호야긴을 풀어주고, 그에게 자신의 식탁에 앉을 자리와 용돈을 주며, 자신을 제외한 바빌론의 다른 모든 왕들보다 더 높은 존귀를 부여한다.

## 해석
이스라엘의 극심한 타락이 엘리야와 엘리사 선지자를 등장시켰다. 하나님이 이스라엘 백성들의 타락을 막고, 야훼만이 주님이심을 알게 하시고자 선지자들을 부지런히 보내는데, 그들이 깨닫지 못하고, 회개하지도 않아서 북이스라엘은 앗시리아에 의해 멸망당하고, 남 유다 왕국은 바빌론에 포로로 잡혀가야 했다.
열왕기상 22장중에 열왕기하도 25장중에 9장이 엘리야와 엘리사 이야기이다. 그 당시에 그만큼 바알 신앙이 심각한 수준이었다는 것을 알 수 있다. 엘리야와 엘리사는 주로 북이스라엘의 바알 신앙 때문에 등장한 선지자들이었다.
열왕기하 전반부에는 엘리야와 엘리야가 등장하고, 중반부에서는 오바디야, 요나, 요엘, 호세아, 아모스, 이사야, 미가 선지자가 등장하고, 후반부에서는 요시야 왕 이후, 나훔, 스바니야, 하박국, 예레미야, 다니엘, 에제키엘 선지자들이 등장하였다. 수많은 선지자들이 등장할 만큼 위기시대였다. 선지자들은 주로 위기 때에 회개와 심판을 외치는 메신저로 등장하였다.
열왕기상 22장에서 거짓선지자들이 400명(6절)이나 등장하듯이, 그 이후에도 하나님께서 세우신 참 선지자들보다 하나님께서 세우지 않았어도 스스로 일어나 자신들의 생각을 외치는 거짓 선지자들, 정치적인 위선자들이 더 많았었다. 과거나 현재나 거짓선지자들을 잘 분별해야 한다.

## 같이 보기
- 역사적 성경해석
- 이스라엘 왕국
- 이스라엘의 군주

### 왕들에 대한 주석
- Fretheim, Terence E (1997). 《First and Second Kings》. Westminster John Knox Press. ISBN 978-0-664-25565-7.
- Nelson, Richard Donald (1987). 《First and Second Kings》. Westminster John Knox Press. ISBN 978-0-664-22084-6.
- Sweeney, Marvin (2007). 《I & II Kings: A Commentary》. Westminster John Knox Press. ISBN 978-0-664-22084-6.

### 일반
- Knight, Douglas A (1995). 〈Deuteronomy and the Deuteronomists〉.   Mays, James Luther; Petersen, David L.; Richards, Kent Harold. 《Old Testament Interpretation》. T&T Clark. ISBN 978-0-567-29289-6.
- Knight, Douglas A (1991). 〈Sources〉.   Mills, Watson E.; Bullard, Roger Aubrey. 《Mercer Dictionary of the Bible》. Mercer University Press. ISBN 978-0-86554-373-7.
- Leuchter, Mark; Adam, Klaus-Peter (2010). 〈Introduction〉.   Leuchter, Mark; Adam, Klaus-Peter; Adam, Karl-Peter. 《Soundings in Kings: Perspectives and Methods in Contemporary Scholarship》. Fortress Press. ISBN 978-1-4514-1263-5.
- Moore, Megan Bishop; Kelle, Brad E (2011). 《Biblical History and Israel's Past: The Changing Study of the Bible and History》. Eerdmans. ISBN 978-0-8028-6260-0.
- McKenzie, Steven L (1994). 〈The Books of Kings〉.   McKenzie, Steven L.; Patrick Graham, Matt. 《The History of Israel's Traditions: The Heritage of Martin Noth》. Sheffield Academic Press. ISBN 978-0-567-23035-5.
- Perdue, Leo G (2001). 〈Preface: The Hebrew Bible in Current Research〉.   Perdue, Leo G. 《The Blackwell Companion to the Hebrew Bible》. Blackwell. ISBN 978-0-631-21071-9.
- Spieckerman, Hermann (2001). 〈The Deuteronomistic History〉.   Perdue, Leo G. 《The Blackwell Companion to the Hebrew Bible》. Blackwell. ISBN 978-0-631-21071-9.
- Sutherland, Ray (1991). 〈Kings, Books of, First and Second〉.   Mills, Watson E.; Bullard, Roger Aubrey. 《Mercer Dictionary of the Bible》. Mercer University Press. ISBN 978-0-86554-373-7.
- Tomes, Roger (2003). 〈1 and 2 Kings〉.   Dunn, James D.G.; Rogerson, John William. 《Eerdmans Commentary on the Bible》. Eerdmans. ISBN 978-0-8028-3711-0.
- Van Seters, John (1997). 《In search of history: historiography in the ancient world and the origins of biblical history》. Eisenbrauns. ISBN 978-1-57506-013-2.
- Walton, John H. (2009). 〈The Deuteronomistic History〉.   Hill, Andrew E.; Walton, John H. 《A Survey of the Old Testament》. Zondervan. ISBN 978-0-310-22903-2.
- Wilson, Robert R (1995). 〈The Former Prophets: Reading the Books of Kings〉.   Mays, James Luther; Petersen, David L.; Harold Richards, Kent. 《Old Testament Interpretation: Past, Present and Future: Essays in honor of Gene M. Tucker》. Continuum International. ISBN 978-0-567-29289-6.

### 원문
- מלכים א Melachim Aleph – Kings A (Hebrew – English at Mechon-Mamre.org)
- מלכים ב Melachim Bet – Kings B (Hebrew – English at Mechon-Mamre.org)

### 유대교 번역
- 1 Kings at Mechon-Mamre (Jewish Publication Society 1917 translation)
- 2 Kings at Mechon-Mamre (Jewish Publication Society 1917 translation)

### 기독교 번역
- 1 Kings
- 2 Kings

### 기타 링크
- "books of Kings." Encyclopædia Britannica Online.
- Cook, Stanley Arthur (1911). 〈Kings, First and Second Books of〉.   Chisholm, Hugh. 《브리태니커 백과사전》 15 11판. 케임브리지 대학교 출판부. 810–815쪽.
- Books of Kings article  (Jewish Encyclopedia)
- 1 & 2 Kings: introduction 보관됨 2015-09-06 - 웨이백 머신Forward Movement
- Schets, Joseph (1910). 〈First and Second Books of Kings〉. 《가톨릭 백과사전》 8.